# Muriceides obtusa
Muriceides obtusa is een zachte koraalsoort uit de familie Plexauridae. De koraalsoort komt uit het geslacht Muriceides. Muriceides obtusa werd in 1889 voor het eerst wetenschappelijk beschreven door Wright & Studer. 